# 琉球縣
琉球縣是1879年日本吞併琉球王國時，明治政府對所得到的新領土稱呼的一種方案。
1879年，日本宣佈廢除琉球藩，改為日本的一個縣。其間，日本內務卿伊藤博文和太政大臣三條實美曾提出將原琉球國之地命名為琉球縣。但最終明治天皇認為沖繩是日本方面對琉球的稱呼，將新領土命名為沖繩縣更能體現琉球歸屬於日本，因此最終定名為沖繩縣。
美國治理琉球時期，琉球政府當局儘量避免使用沖繩一詞，因此以「琉球」指稱沖繩縣。